# Kobenan Kouassi Adjoumani
Pour les articles homonymes, voir Kouassi.
Kobenan Kouassi Adjoumani  est né le 1er janvier 1963 à Amanvi dans le département de Tanda, situé à l'Est de la Côte d'Ivoire. Il est un homme politique ivoirien. Depuis 2019, il est ministre de l'Agriculture et du Développement rural au sein de différents gouvernements.
De 2011 à 2019, il est ministre des Ressources animales et halieutiques.

## Biographie
Kobenan Kouassi Adjoumani est né le 1er janvier 1963 à Amanvi dans le département de Tanda, situé à l'Est de la Côte d'Ivoire.

### Formation
Président de la coopérative du lycée moderne de Bondoukou de 1982 à 1984, Kobenan Kouassi Adjoumani y obtient son baccalauréat série A2 en 1984. Puis de 1984 à 1986, il poursuit ses études en première et deuxième années de lettres modernes à l'École normale supérieure (ENS) d'Abidjan. Diplômé  d'une licence en lettres modernes à l'université d'Abidjan (actuelle université Felix Houphouet Boigny d'Abidjan), et de linguistique appliquée à l'enseignement du français entre 1986 et 1987, il obtient par la suite le Certificat d'aptitude pédagogique à l'enseignement secondaire (CAPES), option lettres modernes à l'École normale supérieure d'Abidjan (ENS) en 1989. Lors de son passage à l'université d'Abidjan, il est d'abord président de la cité universitaire d'Abobo, puis vice-président du Bureau exécutif national du MEECI (Mouvement des étudiants et élèves de Côte d'Ivoire).

### Expérience professionnelle
À partir de 1995, Kobenan Kouassi Adjoumani est professeur de français au lycée Leboutou de Dabou. Il est élu député en 1995 à l'Assemblée nationale de Côte d'Ivoire. S'ensuit son élection dès 2001 à la tête du Conseil régional de Tanda. En 2002, il fait pour la première fois son entrée dans un gouvernement en Côte d'Ivoire, comme ministre de la Production animale et des Ressources halieutiques, et occupe ce poste jusqu'en 2005,. Il est par la suite Conseiller spécial à la primature de Côte d'Ivoire en 2008, avant d'occuper en 2010 le poste de Président de la Commission des Affaires sociales et culturelles à l'Assemblée nationale.
Kobenan Kouassi Adjoumani revient au gouvernement le 1er juin 2011, dans le gouvernement Soro IV, au poste de ministre de la Production animale et des Ressources halieutiques, et y demeure jusqu'à ce jour dans le deuxième Gouvernement Gon Coulibaly.

### Carrière politique
Kobenan Kouassi Adjoumani est un homme politique issu du Parti démocratique de Côte d'Ivoire (PDCI-RDA).
Il est vice-président du groupe parlementaire PDCI-RDA (de 2000 à 2002). Il est aussi membre du Bureau politique dudit parti depuis 2001.
En juillet 2018, Kobenan Kouassi Adjoumani participe à l'assemblée constitutive du Rassemblement des houphouëtistes pour la démocratie et la paix (RHDP) en tant que parti politique. Il s'oppose ainsi à la décision d'Henri Konan Bédié, président du PDCI, qui avait choisi de ne pas intégrer ce nouveau parti. Kouassi Adjoumani crée aussi son propre mouvement appelé Sur les traces d'Houphouët-Boigny. Il est exclu du PDCI-RDA,. Il rejoint ensuite le RHDP.
En avril 2021, il conserve son poste de ministre de l'Agriculture dans le gouvernement Achi et devient de plus ministre d'État.
Kobenan Kouassi Adjoumani est le candidat du RHDP au conseil régional du Gontougo lors de l'élection régionale qui se tient en septembre 2023. Il remporte l'élection.
En octobre 2023, il garde son portefeuille dans le gouvernement Mambé,.

## Vie privée
Kobenan Kouassi Adjoumani est marié et père de 7 enfants